# Acfer 166
Acfer 166 — метеорит-хондрит масою 2476 грам.